# Episodi di Cin cin (decima stagione)
La decima stagione della serie televisiva Cin cin è andata in onda negli Stati Uniti dal 19 settembre 1991 al 14 maggio 1992 sul canale NBC.
Con una media di telespettatori stimati di 16 117 500 ha raggiunto il 4º posto nella classifica degli ascolti secondo il Nielsen Rating.
An Old-Fashioned Wedding è un episodio doppio della durata di un'ora.
| nº | Titolo originale                            | Titolo italiano                             | Prima TV USA      | Prima TV Italia |
| -- | ------------------------------------------- | ------------------------------------------- | ----------------- | --------------- |
| 1  | Baby Balk                                   | Baby Balk                                   | 19 settembre 1991 |                 |
| 2  | Get Your Kicks on Route 666                 | Get Your Kicks on Route 666                 | 26 settembre 1991 |                 |
| 3  | Madame LaCarla                              | Madame LaCarla                              | 3 ottobre 1991    |                 |
| 4  | The Norm Who Came in from the Cold          | The Norm Who Came in from the Cold          | 10 ottobre 1991   |                 |
| 5  | Ma's Little Maggie                          | Ma's Little Maggie                          | 17 ottobre 1991   |                 |
| 6  | Unplanned Parenthood                        | Unplanned Parenthood                        | 24 ottobre 1991   |                 |
| 7  | Bar Wars V: the Final Judgement             | Bar Wars V: the Final Judgement             | 31 ottobre 1991   |                 |
| 8  | Where Have All the Floorboards Gone?        | Where Have All the Floorboards Gone?        | 7 novembre 1991   |                 |
| 9  | Head Over Hill                              | Head Over Hill                              | 14 novembre 1991  |                 |
| 10 | A Fine French Whine                         | A Fine French Whine                         | 21 novembre 1991  |                 |
| 11 | I'm Okay, You're Defective                  | I'm Okay, You're Defective                  | 5 dicembre 1991   |                 |
| 12 | Go Make                                     | Go Make                                     | 12 dicembre 1991  |                 |
| 13 | Don't Shoot... I'm Only the Psychiatrist    | Don't Shoot... I'm Only the Psychiatrist    | 2 gennaio 1992    |                 |
| 14 | No Rest For the Woody                       | No Rest For the Woody                       | 9 gennaio 1992    |                 |
| 15 | My Son, the Father                          | My Son, the Father                          | 16 gennaio 1992   |                 |
| 16 | One Hugs, the Other Doesn't                 | One Hugs, the Other Doesn't                 | 30 gennaio 1992   |                 |
| 17 | A Diminished Rebecca with a Suspended Cliff | A Diminished Rebecca with a Suspended Cliff | 6 febbraio 1992   |                 |
| 18 | License to Hill                             | License to Hill                             | 13 febbraio 1992  |                 |
| 19 | Rich Man, Wood Man                          | Rich Man, Wood Man                          | 20 febbraio 1992  |                 |
| 20 | Smotherly Love                              | Smotherly Love                              | 27 febbraio 1992  |                 |
| 21 | Take Me Out of the Ball Game                | Take Me Out of the Ball Game                | 26 marzo 1992     |                 |
| 22 | Rebecca's Lover... Not                      | Rebecca's Lover... Not                      | 23 aprile 1992    |                 |
| 23 | Bar Wars VI: This Time It's for Real        | Bar Wars VI: This Time It's for Real        | 3 aprile 1992     |                 |
| 24 | Heeeeeere's... Cliffy!                      | Heeeeeere's... Cliffy!                      | 7 maggio 1992     |                 |
| 25 | An Old-Fashioned Wedding                    | An Old-Fashioned Wedding                    | 14 maggio 1992    |                 |